# Division 2 (Frankreich)
Die Division 2 ist seit 1972 die dritthöchste Spielklasse im französischen Profi-Eishockey. Oberhalb der Division 2 sind die Ligue Magnus als höchste Spielklasse sowie die Division 1 als zweithöchste Spielklasse angesiedelt. Darunter die Division 3 als viertes Level.

## Geschichte
Erstmals wurde in Frankreich eine Eishockey-Meisterschaft in der Saison 1906/07 ausgespielt. Die Hinzunahme einer zweiten Spielklasse erfolgte zur Saison 1930/31 als die sogenannte 2e série den Spielbetrieb aufnahm. In einer dritten Klasse wurde lediglich zweimalig in den Jahren 1934 und 1935 eine Meisterschaft ausgespielt. Mit der Unterteilung der 1re série zur Saison 1973/74 in Série A und Série B wurde die dritte Spielklasse wieder eingeführt. Die Einführung der vierten Spielklasse erfolgte schließlich 1986.
Die heutige Division 2 wurde 1972 unter dem Namen 2e série gegründet. Diesen behielt sie bis 1978. In den folgenden Jahren folgten mehrere Umbenennungen. Von 1978 bis 1985 hieß sie Nationale C, in der Saison 1985/86 Nationale 3, von 1986 bis 1990 Nationale 2, anschließend bis 1992 Division 2 und bis 1994 Division 3. Ab der Saison 1994/95 folgte erneut der Name Nationale 2, der mit Ausnahme der Saison 1995/96 als erneut der Name Division 2 gewählt wurde, bis 2001 Bestand hatte. Seit 2001 trägt sie den heutigen Namen.

## Meister der Division 2
| Saison  | Name        | Meister                               | Vizemeister                   |
| ------- | ----------- | ------------------------------------- | ----------------------------- |
| 1972/73 | 2e série    | Brûleurs de Loups de Grenoble         |                               |
| 1973/74 | 2e série    | Français Volants                      |                               |
| 1974/75 | 2e série    | Diables Noirs de Tours                |                               |
| 1975/76 | 2e série    |                                       |                               |
| 1976/77 | 2e série    | Les Houches                           |                               |
| 1977/78 | 2e série    | Brûleurs de Loups de Grenoble         |                               |
| 1978/79 | Nationale C | Image Club d’Épinal                   |                               |
| 1979/80 | Nationale C | Pralognan-la-Vanoise                  |                               |
| 1980/81 | Nationale C | Nîmes                                 |                               |
| 1981/82 | Nationale C | Français Volants                      |                               |
| 1982/83 | Nationale C | Viry-Châtillon Essonne Hockey II      |                               |
| 1983/84 | Nationale C | Nice                                  | Orléans                       |
| 1984/85 | Nationale C | Bordeaux Gironde hockey sur glace     | Français Volants II           |
| 1985/86 | Nationale 3 | Image Club d’Épinal                   | Hockey Club Morzine-Avoriaz   |
| 1986/87 | Nationale 2 | Clermont                              | Hockey Club Morzine-Avoriaz   |
| 1987/88 | Nationale 2 | Dijon Hockey Club                     | Club des patineurs lyonnais   |
| 1988/89 | Nationale 2 | Club des patineurs lyonnais           | Deuil-la-barre                |
| 1989/90 | Nationale 2 | Hockey Club Morzine-Avoriaz           | Le Vésinet                    |
| 1990/91 | Division 2  | Valenciennes Hainaut Hockey Club      | Le Vésinet                    |
| 1991/92 | Division 2  | Annecy                                | Hockey Club Morzine-Avoriaz   |
| 1992/93 | Division 3  | Brest Albatros Hockey                 | Léopards de Caen              |
| 1993/94 | Division 3  | Léopards de Caen                      | Vikings de Cherbourg          |
| 1994/95 | Nationale 2 | Diables Rouges de Briançon            | Étoile Noire de Strasbourg    |
| 1995/96 | Division 2  | Hockey Club Morzine-Avoriaz           | Valenciennes                  |
| 1996/97 | Nationale 2 | Hockey Club Choletais                 | Le Vésinet                    |
| 1997/98 | Nationale 2 | Toulouse Blagnac Hockey Club          | Diables Noirs de Tours        |
| 1998/99 | Nationale 2 | Brest Albatros Hockey                 | Castors d’Asnières            |
| 1999/00 | Nationale 2 | Dijon Hockey Club                     | Hockey Club Morzine-Avoriaz   |
| 2000/01 | Nationale 2 | Séquanes de Besançon                  | Castors d’Asnières            |
| 2001/02 | Division 2  | Brest Albatros Hockey                 | Castors d’Asnières            |
| 2002/03 | Division 2  | Castors d’Avignon                     | Drakkars de Caen              |
| 2003/04 | Division 2  | Montpellier Agglomération Hockey Club | Toulouse Blagnac Hockey Club  |
| 2004/05 | Division 2  | Chevaliers du Lac d’Annecy            | Viry-Châtillon Essonne Hockey |
| 2005/06 | Division 2  | Diables Noirs de Tours                | Boxers de Bordeaux            |
| 2006/07 | Division 2  | ASM Belfort Hockey                    | Brest Albatros Hockey         |
| 2007/08 | Division 2  | Aigles de Nice                        | Lyon Hockey Club              |
| 2008/09 | Division 2  | Brest Albatros Hockey                 | Scorpions de Mulhouse         |
| 2009/10 | Division 2  | Orques d’Anglet                       | Bélougas de Toulouse          |
| 2010/11 | Division 2  | Corsaires de Dunkerque                | Lions de Lyon                 |
| 2011/12 | Division 2  | Chevaliers du Lac d’Annecy            | Galaxians d’Amnéville         |